# Marta Lois
Pour les articles homonymes, voir Lois.
Lois  González est un nom espagnol. Le premier nom de famille, en général paternel, est Lois ; le second, en général maternel, souvent omis, est González.
Marta Irene Lois González, plus connue sous le nom de Marta Lois, née le 6 septembre 1969 à Vigo (Galice), est une professeure universitaire, politologue et femme politique espagnole,.

## Biographie
Docteur en sciences politiques de l'université de Saint-Jacques-de-Compostelle, elle y travaille comme professeure contractuelle.
Elle est conseillère municipale, chargée de l'Égalité, du Développement économique et du Tourisme, à Saint-Jacques-de-Compostelle de 2015 à 2019.
En 2023, Yolanda Díaz annonce qu'elle sera la présidente du parti Sumar. Elle est ensuite élue députée au Congrès dans la circonscription de La Corogne, avant de devenir la porte-parole du groupe parlementaire plurinational Sumar à partir du 11 août 2023.
Yolanda Díaz décide, à la fin du mois de décembre 2023, que Marta Lois sera la cheffe de file de Sumar aux élections régionales anticipées du 18 février 2024 en Galice. Elle quitte son mandat de député et le porte-parolat de son groupe parlementaire début février afin de se concentrer sur la politique régionale, mais n'est pas élue, Sumar ne remportant aucun siège.

## Publication
(es) Marta Lois et Isabel Díaz Otero, ¿Han conquistado las mujeres el poder político? : Un análisis de la presencia de las mujeres en las instituciones autonómicas, Madrid, Catarata, 2012 (ISBN 9788483197165, lire en ligne)